# Campeonato Brasileño de Fútbol 1959
El Campeonato Brasileño de Fútbol 1959, oficialmente Taça Brasil fue el segundo torneo válido para el Campeonato Brasileño de Serie A. Fue organizado por la Confederación Brasileña de Fútbol con la finalidad de elegir el campeón brasileño de fútbol de 1959 que sería el representante de Brasil en la Copa Libertadores 1960, la primera edición de dicha competencia.
El torneo reunió a 16 Campeones estaduales del país, comenzó el 23 de agosto de 1959 y finalizó el 23 de marzo del año siguiente. El Esporte Clube Bahia ganó el campeonato, al vencer en la final al Santos FC.

## Participantes
| ABC (Natal)                       |  | Campeón del Campeonato Potiguar 1958     |
| Atlético Mineiro (Belo Horizonte) |  | Campeón del Campeonato Mineiro 1958      |
| Atlético Paranaense (Curitiba)    |  | Campeón del Campeonato Paranaense 1958   |
| Auto Esporte (João Pessoa)        |  | Campeón del Campeonato Paraibano 1958    |
| Bahia (Salvador)                  |  | Campeón del Campeonato Baiano 1958       |
| Ceará (Fortaleza)                 |  | Campeón del Campeonato Cearense 1958     |
| CSA Alagoas (Maceió)              |  | Campeón del Campeonato Alagoano 1958     |
| Ferroviário (São Luís)            |  | Campeón del Campeonato Maranhense 1958   |
| Grêmio (Porto Alegre)             |  | Campeón del Campeonato Gaúcho 1958       |
| Hercílio Luz (Tubarão)            |  | Campeón del Campeonato Catarinense 1958  |
| Manufatora (Niterói)              |  | Campeón del Campeonato Fluminense 1958   |
| Rio Branco (Vitória)              |  | Campeón del Campeonato Capixaba 1958     |
| Santos (Santos)                   |  | Campeón del Campeonato Paulista 1958     |
| Sport (Recife)                    |  | Campeón del Campeonato Pernambucano 1958 |
| Tuna Luso (Belém)                 |  | Campeón del Campeonato Paraense 1958     |
| Vasco da Gama (Rio de Janeiro)    |  | Campeón del Campeonato Carioca 1958      |

## Sistema de competición
La Taça Brasil 1959 fue dividida en tres fases, todas en sistema eliminatorio ("partidos de ida y vuelta"). La primera fase, los clubes fueron divididos en cuatro grupos, Grupo Nordeste, Grupo Norte, Grupo Este y Grupo Sur. La segunda fase, los vencedores de los grupos Nordeste y grupo Norte disputaron el título de campeón de la Zona Norte y los vencedores del grupo Este y del grupo Sur, disputaron el título de la Zona Sur. La fase final fue disputada entre los campeones de las Zonas Norte y Sur, más los representantes del Estado de São Paulo y del Distrito Federal (Río de Janeiro), inscritos directamente en esta fase.

## Primera fase

### Zona Nordeste
|  | Semifinales  | Semifinales  | Semifinales  |   |       | Final        | Final        | Final        |  |
|  | 23 de agosto | 23 de agosto | 23 de agosto |   |       | 30 de agosto | 30 de agosto | 30 de agosto |  |
|  |              |              |              |   |       |              |              |              |  |
|  |              |              |              |   |       |              |              |              |  |
|  | Bahía        | 5            | 2            |   |       |              |              |              |  |
|  | Bahía        | 5            | 2            |   |       |              |              |              |  |
|  | CSA          | 0            | 0            |   |       |              |              |              |  |
|  | CSA          | 0            | 0            |   | Bahía | 0            | 2 (2)        |              |  |
|  |              |              |              |   | Bahía | 0            | 2 (2)        |              |  |
|  |              |              | Ceará        | 0 | 2 (1) |              |              |              |  |
|  | Ceará        | 1            | Ceará        | 0 | 2 (1) | 0 (2)        |              |              |  |
|  | Ceará        | 1            |              |   |       | 0 (2)        |              |              |  |
|  | ABC          | 1            | 0 (1)        |   |       |              |              |              |  |
|  | ABC          | 1            | 0 (1)        |   |       |              |              |              |  |
|  |              |              |              |   |       |              |              |              |  |

| 23 de agosto | CSA | 0 - 5 | Bahía |  |  |

| 30 de agosto | Bahía | 0 - 2 | CSA |  |  |

### Zona Norte
|  | Semifinales  | Semifinales  | Semifinales  |   |           | Final        | Final        | Final        |  |
|  | 23 de agosto | 23 de agosto | 23 de agosto |   |           | 30 de agosto | 30 de agosto | 30 de agosto |  |
|  |              |              |              |   |           |              |              |              |  |
|  |              |              |              |   |           |              |              |              |  |
|  | Tuna Luso    | 3            | 1 (1)        |   |           |              |              |              |  |
|  | Tuna Luso    | 3            | 1 (1)        |   |           |              |              |              |  |
|  | Ferroviário  | 1            | 3 (0)        |   |           |              |              |              |  |
|  | Ferroviário  | 1            | 3 (0)        |   | Tuna Luso | 2            | 1            |              |  |
|  |              |              |              |   | Tuna Luso | 2            | 1            |              |  |
|  |              |              | Sport Recife | 2 | 3         |              |              |              |  |
|  | Sport Recife | 3            | Sport Recife | 2 | 3         | 5            |              |              |  |
|  | Sport Recife | 3            |              |   |           | 5            |              |              |  |
|  | Auto Esporte | 0            | 2            |   |           |              |              |              |  |
|  | Auto Esporte | 0            | 2            |   |           |              |              |              |  |
|  |              |              |              |   |           |              |              |              |  |

### Zona Sur
|  | Semifinales         | Semifinales  | Semifinales  |   |                     | Final        | Final        | Final        |  |
|  | 23 de agosto        | 23 de agosto | 23 de agosto |   |                     | 30 de agosto | 30 de agosto | 30 de agosto |  |
|  |                     |              |              |   |                     |              |              |              |  |
|  |                     |              |              |   |                     |              |              |              |  |
|  | Atlético Paranaense | 2            | 1            |   |                     |              |              |              |  |
|  | Atlético Paranaense | 2            | 1            |   |                     |              |              |              |  |
|  | Hercílio Luz        | 1            | 0            |   |                     |              |              |              |  |
|  | Hercílio Luz        | 1            | 0            |   | Atlético Paranaense | 0            | 0            |              |  |
|  |                     |              |              |   | Atlético Paranaense | 0            | 0            |              |  |
|  |                     |              | Grêmio       | 1 | 1                   |              |              |              |  |
|  | Grêmio              | --           | Grêmio       | 1 | 1                   | --           |              |              |  |
|  | Grêmio              | --           |              |   |                     | --           |              |              |  |
|  | --                  | --           | --           |   |                     |              |              |              |  |
|  | --                  | --           | --           |   |                     |              |              |              |  |
|  |                     |              |              |   |                     |              |              |              |  |

### Zona Este
|  | Semifinales      | Semifinales  | Semifinales  |   |                  | Final        | Final        | Final        |  |
|  | 23 de agosto     | 23 de agosto | 23 de agosto |   |                  | 30 de agosto | 30 de agosto | 30 de agosto |  |
|  |                  |              |              |   |                  |              |              |              |  |
|  |                  |              |              |   |                  |              |              |              |  |
|  | Atlético Mineiro | --           | --           |   |                  |              |              |              |  |
|  | Atlético Mineiro | --           | --           |   |                  |              |              |              |  |
|  | --               | --           | --           |   |                  |              |              |              |  |
|  | --               | --           | --           |   | Atlético Mineiro | 2            | 2            |              |  |
|  |                  |              |              |   | Atlético Mineiro | 2            | 2            |              |  |
|  |                  |              | Río Branco   | 2 | 1                |              |              |              |  |
|  | Manufatora       | 0            | Río Branco   | 2 | 1                | 0            |              |              |  |
|  | Manufatora       | 0            |              |   |                  | 0            |              |              |  |
|  | Río Branco       | 3            | 1            |   |                  |              |              |              |  |
|  | Río Branco       | 3            | 1            |   |                  |              |              |              |  |
|  |                  |              |              |   |                  |              |              |              |  |

- Nota: En cada llave, el equipo ubicado en la primera línea es el que ejerce la localía en el partido de vuelta.
- Nota: En paréntesis, el resultado del tercer partido (en caso de ser necesario).

| Equipo 1             | Agr.    | Equipo 2                | Ida | Vuelta |
| -------------------- | ------- | ----------------------- | --- | ------ |
| Grupo Noreste        |         |                         |     |        |
| ABC Natal            | 1 - 1 1 | Ceará                   | 1-1 | 0-0    |
| CSA Alagoas          | 0 - 7   | Bahia                   | 0-2 | 0-5    |
| Grupo Norte          |         |                         |     |        |
| Tuna Luso Brasileira | 4 - 4 2 | Ferroviário de São Luís | 3-1 | 1-3    |
| Auto Esporte Clube   | 2 - 8   | Sport Recife            | 0-3 | 2-5    |
| Grupo Sur            |         |                         |     |        |
| Atlético Paraaense   | 3 - 1   | Hercíllo Luz            | 2-1 | 1-0    |
| Grêmio               | -       | bye                     | -   | -      |
| Grupo Este           |         |                         |     |        |
| Rio Branco-ES        | 4 - 0   | Manufatora              | 3-0 | 1-0    |
| Atlético Mineiro     | -       | bye                     | -   | -      |

Notas:

1 Ceará superó en un tercer partido al ABC Natal por 2–1, y avanza a la siguiente ronda.

2 Tuna Luso superó en un tercer partido al Ferroviário de São Luís por 1-0, y avanza a la siguiente ronda.
| Equipo 1             | Agr.    | Equipo 2            | Ida | Vuelta |
| -------------------- | ------- | ------------------- | --- | ------ |
| Grupo Noreste        |         |                     |     |        |
| Ceará                | 2 - 2 1 | Bahia               | 0-0 | 2-2    |
| Grupo Norte          |         |                     |     |        |
| Tuna Luso Brasileira | 1 - 3   | Sport Recife        | 2-2 | 1-3    |
| Grupo Sur            |         |                     |     |        |
| Grêmio               | 2 - 0   | Atlético Paranaense | 1-0 | 1-0    |
| Grupo Este           |         |                     |     |        |
| Rio Branco-ES        | 3 - 4   | Atlético Mineiro    | 2-2 | 1-2    |

Nota: 1 Bahía superó en un tercer partido al Ceará por 2–1, y avanza a la siguiente ronda.

## Fase final
|  | Cuartos de final                | Cuartos de final                | Cuartos de final                |       |               | Semifinales           | Semifinales           | Semifinales           |  |  | Final                             | Final                             | Final                             |
|  | 18 de octubre al 3 de noviembre | 18 de octubre al 3 de noviembre | 18 de octubre al 3 de noviembre |       |               | 17 al 25 de noviembre | 17 al 25 de noviembre | 17 al 25 de noviembre |  |  | 10, 30 de diciembre y 29 de marzo | 10, 30 de diciembre y 29 de marzo | 10, 30 de diciembre y 29 de marzo |
|  |                                 |                                 |                                 |       |               |                       |                       |                       |  |  |                                   |                                   |                                   |
|  | Santos                          | --                              | --                              |       |               |                       |                       |                       |  |  |                                   |                                   |                                   |
|  | --                              | --                              | --                              |       |               |                       |                       |                       |  |  |                                   |                                   |                                   |
|  | --                              | --                              | --                              |       | Santos        | 4                     | 0                     |                       |  |  |                                   |                                   |                                   |
|  |                                 |                                 |                                 |       | Santos        | 4                     | 0                     |                       |  |  |                                   |                                   |                                   |
|  |                                 | Grêmio                          | 1                               | 0     |               |                       |                       |                       |  |  |                                   |                                   |                                   |
|  | Grêmio                          | Grêmio                          | 1                               | 0     | 4             | 1                     |                       |                       |  |  |                                   |                                   |                                   |
|  | Grêmio                          |                                 |                                 |       | 4             | 1                     |                       |                       |  |  |                                   |                                   |                                   |
|  | Atlético Mineiro                | 1                               | 0                               |       |               |                       |                       |                       |  |  |                                   |                                   |                                   |
|  |                                 |                                 |                                 |       |               |                       |                       |                       |  |  | Santos                            | 2                                 | 2 (1)                             |
|  |                                 |                                 | Bahía                           | 3     | 0 (3)         |                       |                       |                       |  |  |                                   |                                   |                                   |
|  | Vasco da Gama                   | --                              | --                              |       |               |                       |                       |                       |  |  |                                   |                                   |                                   |
|  | --                              | --                              | --                              |       |               |                       |                       |                       |  |  |                                   |                                   |                                   |
|  | --                              | --                              | --                              |       | Vasco da Gama | 0                     | 2 (0)                 |                       |  |  |                                   |                                   |                                   |
|  |                                 |                                 |                                 |       | Vasco da Gama | 0                     | 2 (0)                 |                       |  |  |                                   |                                   |                                   |
|  |                                 | Bahía                           | 1                               | 1 (1) |               |                       |                       |                       |  |  |                                   |                                   |                                   |
|  | Sport Recife                    | Bahía                           | 1                               | 1 (1) | 2             | 6 (0)                 |                       |                       |  |  |                                   |                                   |                                   |
|  | Sport Recife                    |                                 |                                 |       | 2             | 6 (0)                 |                       |                       |  |  |                                   |                                   |                                   |
|  | Bahía                           | 3                               | 0 (2)                           |       |               |                       |                       |                       |  |  |                                   |                                   |                                   |

- Nota: En cada llave, el equipo ubicado en la primera línea es el que ejerce la localía en el partido de vuelta.
- Nota: En paréntesis, el resultado del tercer partido (en caso de ser necesario).

### Cuartos de final
| Equipo 1         | Agr.    | Equipo 2     | Ida | Vuelta |
| ---------------- | ------- | ------------ | --- | ------ |
| Zona Norte       |         |              |     |        |
| Bahia            | 3 - 8 1 | Sport Recife | 3-2 | 0-6    |
| Zona Sur         |         |              |     |        |
| Atlético Mineiro | 1 - 5   | Grêmio       | 1-4 | 0-1    |

Nota: 1 Bahia superó en un tercer partido al Sport Recife por 2–0, y avanza a semifinales del torneo.

### Semifinales
- El campeón Paulista Santos FC y el campeón Carioca Vasco da Gama entran directamente a esta fase.

| Equipo 1      | Agr.    | Equipo 2 | Ida | Vuelta |
| ------------- | ------- | -------- | --- | ------ |
| Vasco da Gama | 2 - 2 1 | Bahia    | 0-1 | 2-1    |
| Santos        | 4 - 1   | Grêmio   | 4-1 | 0-0    |

Nota: 1 Bahia superó en un tercer partido al Vasco da Gama por 1–0, y avanza a la final del torneo.

### Final
| 10 de diciembre de 1959 | Santos                     | 2 - 3 | Bahia                        | Estadio Vila Belmiro, Santos,                                       |                                                                     |
|                         | Pelé 15' · Pepe 77' (pen.) |       | 26' Biriba · 57' 89' Alencar | Asistencia: 23.000 espectadores Árbitro(s): Alberto da Gama Malcher | Asistencia: 23.000 espectadores Árbitro(s): Alberto da Gama Malcher |

| 30 de diciembre de 1959 | Bahia | 0 - 2 | Santos                 | Estadio Fonte Nova, Salvador,                                     |                                                                   |
|                         |       |       | 7' Coutinho · 28' Pelé | Asistencia: 40.000 espectadores Árbitro(s): José Monteiro Alencar | Asistencia: 40.000 espectadores Árbitro(s): José Monteiro Alencar |

Juego extra:
| 29 de marzo de 1960 | Bahia                               | 3 - 1 | Santos       | Estadio Maracanã, Río de Janeiro,                           |                                                             |
|                     | Vicente 37' · Léo 46' · Alencar 76' |       | 27' Coutinho | Asistencia: 20.000 espectadores Árbitro(s): Frederico Lopes | Asistencia: 20.000 espectadores Árbitro(s): Frederico Lopes |

- Esporte Clube Bahia campeón del torneo y clasifica a Copa Libertadores 1960.

|                              |
| Bandera del estado de Bahía  |
| Campeón EC Bahia 1.er título |

## Tabla general
| #  | Equipo                    | J  | G | E | P | GF | GC | Dif | Pt |
| 1  | EC Bahia                  | 16 | 9 | 2 | 3 | 25 | 18 | 7   | 20 |
| 2  | Santos FC                 | 5  | 2 | 1 | 2 | 9  | 7  | 2   | 5  |
| 3  | Grêmio FB Porto-Alegrense | 6  | 4 | 1 | 1 | 8  | 5  | 3   | 9  |
| 4  | CR Vasco da Gama          | 3  | 1 | 0 | 2 | 2  | 3  | -1  | 2  |
| 5  | SC do Recife              | 7  | 4 | 1 | 2 | 21 | 10 | 11  | 9  |
| 6  | CA Mineiro                | 4  | 1 | 1 | 2 | 5  | 8  | -3  | 3  |
| 7  | Ceará SC                  | 6  | 1 | 4 | 1 | 6  | 6  | 0   | 6  |
| 8  | Rio Branco AC             | 4  | 2 | 1 | 1 | 7  | 4  | 3   | 5  |
| 9  | Tuna Luso Brasileira      | 5  | 2 | 1 | 2 | 8  | 9  | -1  | 5  |
| 10 | CA Paranaense             | 4  | 2 | 0 | 2 | 3  | 3  | 0   | 4  |
| 11 | Operário Ferroviário EC   | 3  | 1 | 0 | 2 | 4  | 5  | -1  | 2  |
| 12 | ABC FC                    | 3  | 0 | 2 | 1 | 2  | 3  | -1  | 2  |
| 13 | Hercílio Luz FC           | 2  | 0 | 0 | 2 | 1  | 3  | -2  | 0  |
| 14 | Manufatora AC             | 2  | 0 | 0 | 2 | 0  | 4  | -4  | 0  |
| 15 | Auto EC                   | 2  | 0 | 0 | 2 | 2  | 8  | -6  | 0  |
| 16 | CS Alagoano               | 2  | 0 | 0 | 2 | 0  | 7  | -7  | 0  |